# فيروس الإنفلونزا أ H10N7
فيروس الإنفلونزا أ H10N7  هو أحد أنماط فيروس الإنفلونزا أ ويسمى أحياناً بإنفلونزا الطيور. تم التعرف عليه لدى البشر أول مرة في عام 2004 في الإسماعيلية، مصر، حيث سبب الفيروس العدوى لطفلين يبلغان من العمر سنة واحدة، وكان أب أحد الطفلين يعمل في تجارة الدواجن.
أول فاشية للفيروس حدثت في مينيسوتا في الولايات المتحدة عام 1979-1980، حيث انتشر الفيروس في ثلاث مزارع للديك رومي. تراوحت العدوى من انعدام الأعراض لدى بعض الطيور إلى موت 31% من الطيور في المزارع الثلاث.